# Tamiya Torahiko

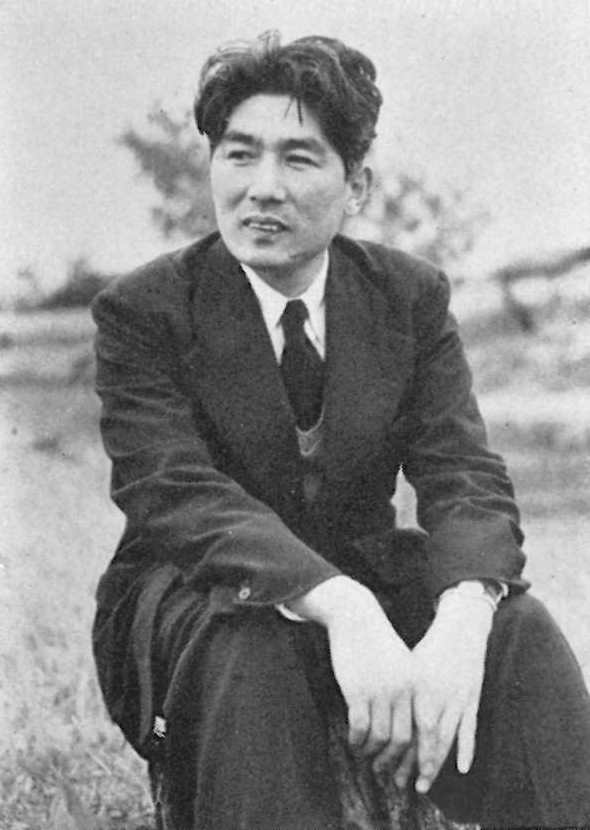
Tamiya Torahiko

Tamiya Torahiko (japanisch 田宮 虎彦; geboren 5. August 1911 in Tokio; gestorben 9. April 1988 ebenda) war ein japanischer Schriftsteller.

## Leben und Wirken
Tamiya Torahiko besuchte die „Kobe Oberschule“ (兵庫県立神戸高等学校) und dann die „3. Höhere Schule Tokio“. Es folgte ein Studium der japanischen Literatur an der Kaiserlichen Universität Tokio, das er 1936 abschloss.
Schon während der Schulzeit beteiligte sich Tamiya an dem Literatur-Magazin „Higoyomi“ (日歴) und an „Jinmin bunko“ (人民文庫), das von Takeda Rintarō (1904–1946) herausgegeben wurde. Nach 10 Jahren kleinerer kreativer Arbeiten stellte er nach dem Zweiten Weltkrieg 1947 sein erstes Buch vor: „Kiri no naka“ (霧の中) – „Mitten im Nebel“, das das besondere Schicksal der Samurai von Aizu-Wakamatsu im Boshin-Krieg darstellt. Zu seinen weiteren historischen Romanen gehören „Rakujō“ (落城) – „Die Eroberte Burg“ 1949, der im Pazifikkrieg spielt, und „Sagi“ (鷺) 1950 – „Der Reiher“, ein Roman zur Sengoku-Zeit.
Halbautobiografische Werke sind „Ashizuri Misaki“ (足摺岬) 1949, „Kikuzaka“ (菊坂) und „Ehon“ (絵本) – „Bilderbuch“, beide 1950. Sie setzen sich mit der schwierigen Jugendzeit um das 10. Jahr Shōwa, also um 1935, auseinander. In „Itan no ko“ (異端の子) – „Außenseiter-Kind“ 1952 und „Okinawa no shuki kara“ (沖縄の手記から) – „Aus meinen Okinawa-Notizen“ stellt er die Widersprüche in der modernen Gesellschaft in aller Schärfe dar. Weiter verfasste er „Shirogan shinjū“ (銀心中) – „Doppelsuizid aus Liebe in Shirogane“ 1952 und „Ai no Katami“ (愛のかたみ) – „Erinnerung an eine Liebe“ 1957, eine Sammlung des Briefwechsels mit seiner an Magenkrebs verstorbenen Frau Chiyo.
Der Verlust eines unersetzlichen Lebens machte Tamiya immer wieder wütend, und so wird sein Werk von dunkler, schwerer und trauriger Stimmung dominiert. Für das „Bilderbuch“ wurde er 1951 mit dem Mainichi-Kulturpreis ausgezeichnet.